# Бег на 2 мили
Бег на 2 мили — историческая беговая дистанция. Как и миля, она всё ещё встречается в некоторых соревнованиях по приглашению, возможно, потому что она обеспечивает удобную организацию соревнований для промоторов (и соответствующий платеж бонусов для участников), а также его давние исторические традиции. Сейчас она в значительной степени заменена на 3000 м, 5000 м, и 3200 м в некоторых молодёжных соревнованиях. ИААФ больше не регистрирует официальные мировые рекорды на этой дистанции, их называют высшими мировыми достижениями, а не рекордами.

## Достижения
|         | Достижения | Результат | Спортсмен(-ка)    | Место    | Дата             | Видео |
| ------- | ---------- | --------- | ----------------- | -------- | ---------------- | ----- |
| Мужчины | Мира       | 7.54,10   | Якоб Ингебригтсен | Париж    | 9 июня 2023      | ·     |
|         |            |           |                   |          |                  |       |
| Женщины | Мира       | 8.58,58   | Месерет Дефар     | Брюссель | 14 сентября 2007 |       |